# Setge de Trípoli (1289)
El setge de Trípoli del 1289 suposà la caiguda i destrucció del Comtat de Trípoli (el que avui dia és el Líban) en mans dels mamelucs. Aquest comtat era el territori més important que encara quedava dels estats croats. El fet està representat en una il·lustració d'un exemplar del manuscrit anomenat Cocharelli Codex, que es creu s'escriví a Gènova en la dècada del 1330. La imatge mostra la comtessa vídua Sibil·la d'Armènia i Barthélémy Mansel, bisbe de Tortosa asseguts al mig de la ciutat fortificada, mentre és assaltada per Qalàwun amb el seu exèrcit que massacra els habitants, els quals proven de fugir en naus cap a l'illa de Sant Tomàs.

## Context
El Comtat de Trípoli, tot i haver-se fundat com a estat croat i amb població predominant de cristians, començà a ser vassall de l'Imperi Mongol des d'aproximadament el 1260, quan Bohemon VI, per influència del seu sogre Hethum I, i veient el rapid avanç de les conquestes mongoles, el sotmeté preventivament. Trípoli proveí de tropes als mongols per a la captura de Bagdad el 1258 i també el 1260 per a la invasió de Síria, fet que causà molta fricció en el món musulmà.
Després de la destrucció de Bagdad i la captura de Damasc, que eren les capitals dels califats abbàssida i aiúbida, per part del kan Hülegü, el poder islàmic es traslladà de Síria a Egipte, on governaven els mamelucs. Per la mateixa època, els mongols frenaren la seva expansió cap a Occident a causa de conflictes interns. Els mamelucs aprofitaren per restablir el seu domini a Palestina i Síria, obligant l'Il-kanat a retrocedir cap al seu lloc d'origen, Pèrsia. El 1271 provaren de conquerir Trípoli mitjançant un setge, però l'intent quedà frustrat amb l'arribada del príncep Eduard d'Anglaterra a Acre aquell mes, el qual els persuadí de fer una treva tot i que no portava prou tropes per fer efectiva la pau.
Els mongols tampoc donaren el suport que calia a Trípoli com a vassall seu que era. El kan Abaqa, que havia enviat missatgers a Europa per fer una aliança francomongola contra els musulmans, havia mort el 1282. Fou succeït per Ahmad Tegüder, un convers a l'islam. Sota el lideratge de Tegüder, l'Ilkanat ja no era propens a establir aliances amb els cristians, cosa que permeté als musulmans continuar amb els seus plans de reconquesta per les ciutats costaneres dels croats.
Tegüder fou assassinat el 1284 i fou substituït pel fill d'Abaqa, Arghun, que sentia simpatia envers els cristians. Continuà amb la política del seu pare, enviant ambaixades cap a Europa, però no demostrà gaire interès en protegir Trípoli. Mentrestant, els mamelucs conqueriren Margat el 1285 i Latakia el 1287.
El soldà mameluc Qalàwun encara mantenia la treva establerta amb Trípoli, però els cristians li propiciaren l'oportunitat de trencar-la. Els caps croats, en comptes de mantenir-se units, s'havien ficat en disputes. Després de la mort prematura del comte Bohemon VII el 1287, a la seva germana Lucia, que vivia a la Pulla amb el seu marit Narjot de Toucy, li corresponia per dret la successió. Altres dues germanes, Isabel i Maria, havien mort abans que ell. La seva mare, Sibil·la d'Armènia, demanà que el bisbe de Tortosa Barthélémy Mansel efectués la regència en nom de Lucia. Segons narra el Templer de Tir en les Gestes des Chiprois, els cavallers informaren a Sibil·la que no permetrien que deixés el govern en mans del bisbe, al qual consideraven un enemic . Sibil·la finalment no se'n sortí amb la seva, ja que Lucia arribà ben acompanyada a reclamar els seus drets.

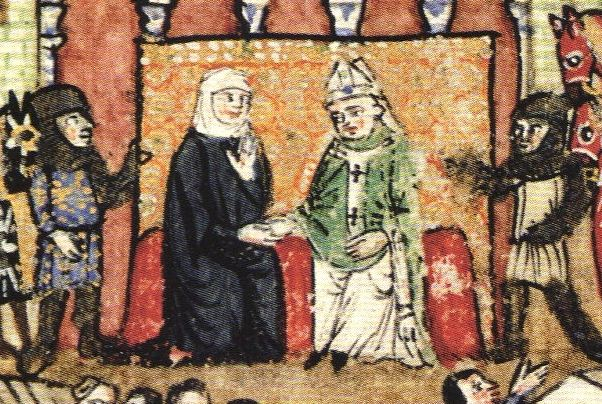
Sibil·la, mare del difunt comte Bohemon, provà de donar el govern al bisbe però aquest no tenia la confiança dels cavallers.

Els cavallers i barons s'uniren el 1288 per anar en contra dels drets dinàstics dels Bohemon i imposar un govern d'estil republicà amb Bartolomeo Embriaco de Gibelet com a president. Demanaren suport a la República de Gènova, la qual acceptà a condició d'obtenir força espai en la zona del port vell per als seus mercaders i que fossin tractats amb privilegis els genovesos residents a Tripoli. Benedetto Zaccaria fou enviat des de Gènova per negociar-ne els termes. Benedetto no tingué escrúpols en negociar en secret amb les dues parts per veure qui li oferia més. Persuadí Lucia a ampliar les concessions, sota amenaça, segons el Templer de Tir, de portar cinquanta galeres de Gènova i assumir el control ell mateix. Bartolomeo Embriaco també negocià secretament amb Lucia, i li prometé reconèixer el seu títol si ella acceptava l'autoritat dels representants de la república i no feia més concessions als genovesos. Quan els tractes entre Lucia i Benedetto es feren públics, creixé la preocupació sobre les conseqüències d'establir desigualtats entre els mercaders de la regió. Dues persones anaren a Alexandria a advertir el soldà que els genovesos pretenien dominar tot el Llevant i si això es permetia, els comerciants de l'imperi mameluc en sortirien perjudicats. El comunicat produí un efecte immediat. Qalawun tenia excusa per trencar la treva i preparà una ofensiva per conquerir Trípoli.

## El setge
Qalawun inicià el setge de Trípoli el març del 1289 amb un nombrós exèrcit i grans catapultes. La comuna de Trípoli i els nobles deixaren l'autoritat suprema en mans de Lucia. En aquell moment hi havia al port quatre galeres genoveses, dues venecianes i uns quantes barques, algunes de pisans. Arribaren reforços per part dels cavallers del Temple, comandats per Jofré de Vendac, i dels hospitalers comandats per Mateu de Clermont. Des d'Acre arribà una tropa comandada per Joan de Grailly. El rei Enric II de Xipre envià el seu germà menor, Amalric amb una companyia de cavallers i quatre galeres. Molts ciutadans fugiren a Xipre.
Els mamelucs dispararen les catapultes i aconseguiren enderrocar dues torres. Els defensors de les muralles començaren llavors a fugir. Els mamelucs passaren per damunt dels enderrocs i capturaren la ciutat el 26 d'abril, fet que marcà la fi d'un govern cristià que havia durat 180 anys, el més llarg de tots els estats croats.

## Repercussions
Lucia aconseguí fugir a Xipre amb dos cavallers de les ordes militars i amb Almaric. El templer Pere de Moncada morí en l'assalt i també Bartolomeu Embriaco. La població fou massacrada, tot i que alguns pogueren escapar en barques. Els que s'havien refugiat en l'illa de Sant Tomàs foren capturats pels mamelucs el 29 d'abril. Les dones i els nens van ser sotmesos a esclavatge i 1200 captius van ser enviats a Alexandria per treballar en el nou arsenal del soldà.
Trípoli fou destruïda fins als fonaments i Qalawun manà la construcció d'una nova ciutat a unes poques milles terra endins als peus del Mont Pelegrí. Aviat altres ciutats de la rodalia foren capturades, com Nephin i Le Boutron. Pere de Gibelet mantingué la possessió de les seves terres a Gibelet (l'actual Biblos) durant uns deu anys més, a canvi de pagar el tribut corresponent al soldà. La caiguda de Trípoli suposà l'inici de l'acabament dels estats croats. Dos anys després Acre també seria capturada.